# امارت برادوست
امارت برادوست یکی از امارت‌های کرد است. تبار فرمانروایان برادوست به آل حسنویه یا گوران‌ها بازمی‌گردد.

## تاسیس
فرمانروایان امارت برادوست از اخلاف خاندان حسنویه هستند. پس از کشته شدن هلال پسر ناصرالدوله بدر، فرزندانش -که ۳ برادر بودند- به میان طایفه برادوست آمدند. طاهر جانشین پدرش در شهرزور شد. دیگری به امارت طایفه آکو رسید. سومی که جد بزرگ فرمانروایان امارت برادوست است به ارومیه و سلماس رفته و آنجا را تحت حکومت خود قرار داد.

## فرمانروایان برادوست
فرمانروایان مشهور برادوست از این قراراند.
- امیر غازی قران برادوست
- شاه محمد یبگ برادوست
- بداغ بیگ برادوست
- حسن بیگ برادوست
- علی بیگ برادوست
- اولیا بیگ برادوست
- ناصر بیگ برادوست
- امیرخان لپزرین
- الغ بیگ برادوست